# Liverpool Football Club 1990-1991
Questa voce raccoglie le informazioni riguardanti il Liverpool Football Club nelle competizioni ufficiali della stagione 1990-1991

## Stagione
Vinto il Charity Shield in condivisione con il Manchester Utd, in First Division il Liverpool si dimostrò in grado di difendere il proprio titolo totalizzando punteggio pieno nelle prime otto partite e restando imbattuto fino alla quattordicesima, in cui peraltro ottenne il secondo pareggio stagionale. Nel frattempo i Reds erano usciti dalla EFL Cup, perdendo al terzo turno contro il Manchester Utd.
A partire da dicembre la squadra cominciò a declinare nelle prestazioni, incassando la prima sconfitta stagionale nello scontro diretto con l'Arsenal; perdendo il 30 dicembre con il Crystal Palace i Reds si lasciarono superare definitivamente dagli stessi Gunners.. Con l'inizio del nuovo anno la flessione della squadra non si fermò: oltre ad allontanarsi dalla testa del campionato in seguito a una serie di pareggi e sconfitte, i Reds incontrarono diverse difficoltà in FA Cup dove superarono i primi due turni dopo ripetizioni e vennero eliminati dai concittadini dell'Everton dopo due replay del relativo incontro. Al termine del primo, conclusosi 4-4, l'allenatore Dalglish presentò le proprie dimissioni, motivandole con lo stress.
Inizialmente affidato ad interim a Ronnie Moran e, a partire da aprile, in via definitiva a Graeme Souness, il Liverpool continuò ad ottenere dei risultati estremamente altalenanti, mantenendo tuttavia il secondo posto valevole per la Coppa UEFA: assicuratisi la posizione con due gare di anticipo ed essendo decaduta la squalifica ricevuta dopo la strage dell'Heysel, i Reds poterono ottenere l'accesso alla terza competizione europea, facendo ritorno sul palcoscenico continentale a sette anni dalla messa al bando.

## Maglie e sponsor
Lo sponsor tecnico per la stagione 1990-1991 è Adidas, mentre lo sponsor ufficiale è Candy.
| Casa | Trasferta |  |

## Rosa
| N. |                        | Ruolo | Calciatore       |
| -- | ---------------------- | ----- | ---------------- |
|    | Zimbabwe (bandiera)    | P     | Bruce Grobbelaar |
|    | Inghilterra (bandiera) | P     | Mike Hooper      |
|    | Inghilterra (bandiera) | P     | Robbie Holcroft  |
|    | Inghilterra (bandiera) | D     | Gary Ablett      |
|    | Inghilterra (bandiera) | D     | David Burrows    |
|    | Scozia (bandiera)      | D     | Gary Gillespie   |
|    | Svezia (bandiera)      | D     | Glenn Hysén      |
|    | Scozia (bandiera)      | D     | Steve Nicol      |
|    | Inghilterra (bandiera) | D     | Nick Tanner      |
|    | Inghilterra (bandiera) | D     | Barry Venison    |
|    | Inghilterra (bandiera) | D     | Alex Watson      |
|    | Inghilterra (bandiera) | C     | John Barnes      |
|    | Inghilterra (bandiera) | C     | Jimmy Carter     |

| N. |                             | Ruolo | Calciatore      |
| -- | --------------------------- | ----- | --------------- |
|    | Scozia (bandiera)           | C     | Don Hutchinson  |
|    | Irlanda (bandiera)          | C     | Ray Houghton    |
|    | Irlanda del Nord (bandiera) | C     | Jim Magilton    |
|    | Inghilterra (bandiera)      | C     | Mike Marsh      |
|    | Inghilterra (bandiera)      | C     | Steve McMahon   |
|    | Inghilterra (bandiera)      | C     | Steve McManaman |
|    | Danimarca (bandiera)        | C     | Jan Mølby       |
|    | Inghilterra (bandiera)      | C     | Jamie Redknapp  |
|    | Irlanda (bandiera)          | C     | Ronnie Whelan   |
|    | Inghilterra (bandiera)      | A     | Peter Beardsley |
|    | Galles (bandiera)           | A     | Ian Rush        |
|    | Scozia (bandiera)           | A     | David Speedie   |
|    | Irlanda (bandiera)          | A     | Tony Cousins    |

## Risultati

### Charity Shield
| Arbitro: | Courtney (Durham) |

|                   |           |               |
| Barnes 51’ (rig.) | Marcatori | 44’ Blackmore |